# 永乐公主 (杨元嗣之女)
永乐公主又作永乐县主，杨元嗣第七女，唐朝和亲公主之一。

## 生平
717年， 永乐公主出嫁契丹首领李失活。第二年李失活死后，永乐公主又嫁其弟李娑固。

## 家庭

### 祖父
- 杨弘礼，唐朝兵部尚书、清河公[4]

### 父母
- 杨元嗣，唐朝上乘直长、上柱国、清河郡开国公[4]
- 陇西李氏，北周上大将军、瀛洲刺史、夏州总管、赠雍王李绘曾孙女，隋朝蜀王师、都督、赠东平郡王李韶孙女，唐朝石州刺史、竟陵公李道素之女[4]

### 兄弟姐妹
- 杨茂之[4]